# Transport zbiorowy w Konstantynowie Łódzkim

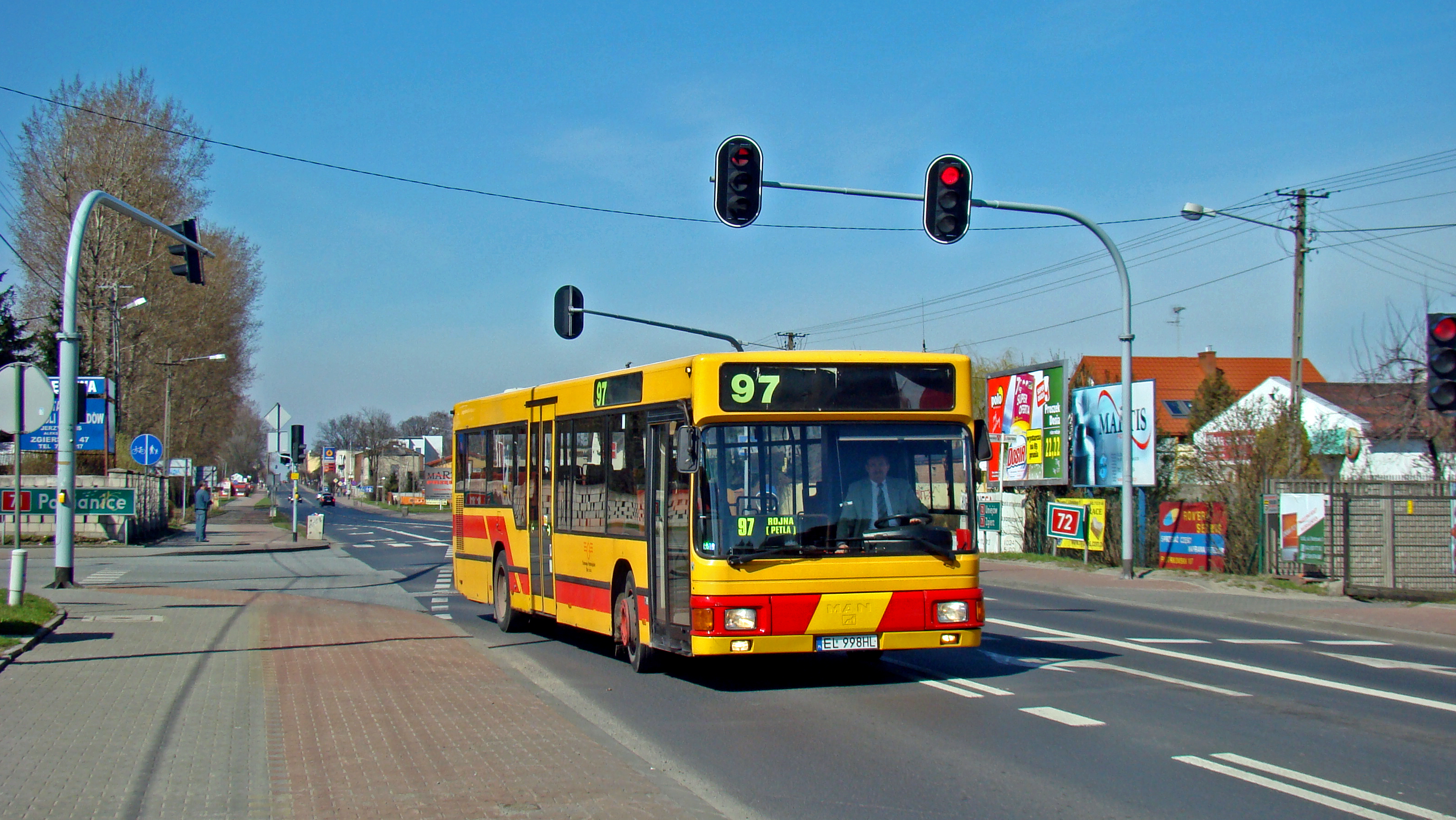
Jeden z konstantynowskich autobusów na linii 97

Transport zbiorowy w Konstantynowie Łódzkim – system transportu publicznego funkcjonujący w Konstantynowie Łódzkim składający się z międzygminnych linii autobusowych. W Konstantynowie funkcjonuje również komunikacja tramwajowa, która w latach 2019–2024 była nieczynna. Za komunikację w Konstantynowie (autobusową bądź tramwajową) w latach 1994–2012 była odpowiedzialna spółka Tramwaje Podmiejskie. Po jej likwidacji w 2012 jej linie zostały zlikwidowane bądź przekazane MPK-Łódź. 

## Historia
Początek transportu zbiorowego w Konstantynowie datuje się na 17 grudnia 1910, kiedy to uruchomiono w tym mieście komunikację tramwajową połączoną z łódzkim systemem tramwajów. Komunikację tą rozwinięto znacząco w 1929, kiedy to wybudowano połączenie tramwajowe do Lutomierska. Następnym znaczącym postępem dla komunikacji w Konstantynowie było utworzenie w 1994 spółki Tramwaje Podmiejskie, której celem było obsługiwanie połączeń na terenie Konstantynowa łączących miasto z pobliskimi gminami. Spółkę jednak zlikwidowano w 2012, a obsługę Konstantynowa przejęło MPK-Łódź. W 2019 zawieszono komunikację tramwajową do Konstantynowa. W 2022 zapowiedziano odbudowę komunikacji tramwajowej, jednakże bez połączenia z Lutomierskiem. Budowa ruszyła 5 września tego samego roku. Miała się ona zakończyć pod koniec 2023, jednakże prace opóźniły się i potrwały kilka miesięcy dłużej. Uruchomienie połączeń tramwajowych z powrotem do Konstantynowa Łódzkiego nastąpiło 1 lipca 2024 roku.

## Komunikacja tramwajowa

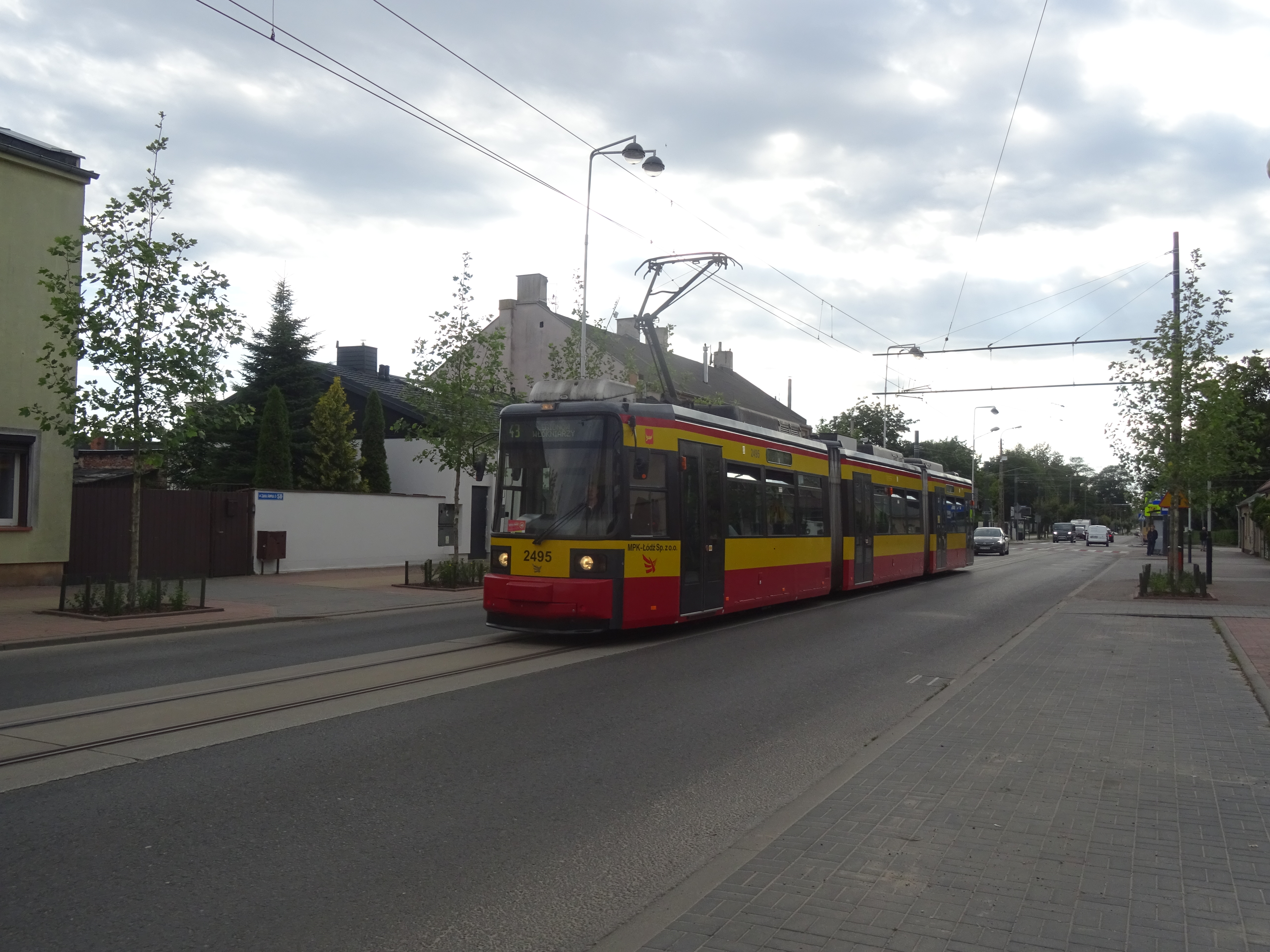
Linia tramwajowa 43 odjeżdżająca z Placu Wolności w Konstantynowie do Łodzi

### Linie tramwajowe obsługiwane przez Tramwaje Podmiejskie (1994–2012)
Poniższej pokazane są linie tramwajowe na terenie Konstantynowa Łódzkiego, kiedy to były one obsługiwane przez Tramwaje Podmiejskie Sp. z o.o.
| Linia | Trasa |
| ----- | --- |
| 43    | Lutomiersk Plac Jana Pawła II – Mirosławice, Ignacew, Żabiczki, Konstantynów, Brus, Zdrowie, Legionów, Pl. Wolności, Pomorska – Łódź Stoki |
| 43bis | Konstantynów Łódzki pl. Wolności – Brus, Zdrowie, Legionów, Pl. Wolności, Pomorska – Łódź Stoki                                            |

### Linie tramwajowe obsługiwane przez MPK-Łódź po 2012
Poniższa tabela przedstawia linie tramwajowe na dzień przed zawieszeniem ruchu tramwajowego w Konstantynowie Łódzkim.
| Linia | Trasa |
| ----- | --- |
| 43A   | Konstantynów Łódzki pl. Wolności – Konstantynów Łódzki: Jana Pawła II, Łódzka, Konstantynowska, Legionów, Zachodnia, Ogrodowa, Północna – Łódź Północna                                                           |
| 43B   | Lutomiersk pl. Jana Pawła II – Lutomiersk, Kazimierz: Kilińskiego, Mirosławice, Konstantynów Łódzki: Lutomierska, Jana Pawła II, Łódzka, Konstantynowska, Legionów, Zachodnia, Ogrodowa, Północna – Łódź Północna |

## Komunikacja autobusowa

### Linie autobusowe obsługiwane przez Tramwaje Podmiejskie (1994-2012)
| Linia | Trasa | Źródło |
| ----- | --- | ------ |
| 97    | Dworzec Łódź Kaliska, Konstantynów Łódzki, Rąbień, Romanów Osiedle, Aleksandrowska - Łódź Rojna                | [ 14 ] |
| 3     | Konstantynów Pl. Kościuszki - Józefów, Porszewice, Świątniki, Górka Pabianicka, Szynkielew - Pabianice Zamkowa | [ 15 ] |

### Linie autobusowe obsługiwane przez MPK-Łódź po 2012
Po likwidacji Tramwajów Podmiejskich MPK-Łódź przejęło linię autobusową 97, ale nie zachowało innych linii autobusowych spółki. Linię tę jednak zlikwidowano w 2013 i zastąpiono ją linią 74A na odcinku do Niesięcina. Tę linię w 2017 również zlikwidowano i zastąpiono linią 97B. Do Konstantynowa zaczęła również jeździć wtedy linia 94 jadąca od południowej części miasta. W 2019 w związku z zawieszeniem ruchu tramwajowego w Konstantynowie linie 43A i 43B zamieniono na linie autobusowe.